# Hartzviller
Hartzviller é uma comuna francesa na região administrativa de Grande Leste, no departamento de Mosela. Estende-se por uma área de 4,14 km². Em 2010 a comuna tinha 931 habitantes (densidade: 224,9 hab./km²).